# Radio 90,1 Mönchengladbach

Ehemaliges Logo

Radio 90,1 Mönchengladbach (Kurzform: Radio 90,1 oder nur 90,1) ist das Lokalradio für die Stadt Mönchengladbach. Es ging am 29. September 1990 auf Sendung und bekam seine Lizenz von der LfM. Chefredakteurin ist Gudrun Gehl. Das Unternehmen ist an der Mönchengladbacher Lüpertzender Straße ansässig.

## Programm
Radio 90,1 sendet in der Woche täglich rund acht Stunden Lokalprogramm. Dazu gehört die Morningshow Radio 90,1 am Morgen mit Cosima Clauss & Bent Langner oder mit Rahaf al Hamdan & Alex Severens, die zwischen 6 und 10 Uhr gesendet wird und die Feierabendsendung Radio 90,1 am Nachmittag zwischen 14 und 18 Uhr, unter anderem mit Lisa Tellers.
Samstags sendet Radio 90,1 zwischen 9 und 12 Uhr die Sendung Am Wochenende mit allen Infos aus der Stadt. Spiel-Übertragungen des Bundesligisten Borussia Mönchengladbach runden das Radio 90,1-Programm ab.
Radio 90,1 lässt auf seinen Frequenzen gemäß den gesetzlichen Bestimmungen Bürgerfunk ausstrahlen. Diesen kann man abends von 21 bis 22 Uhr, an Sonn- und Feiertagen ab 20 Uhr hören. Er wird vom Niersradio Mönchengladbach produziert.
Das Restprogramm und die Nachrichten zur vollen Stunde werden vom Mantelprogrammanbieter Radio NRW übernommen. Als Gegenleistung sendet Radio 90,1 stündlich einen Werbeblock von Radio NRW.

## Lokalnachrichten
Werktags produziert die Redaktion zwischen 6:30 Uhr und 18:30 Uhr zu jeder halben Stunde dreiminütige Lokalnachrichten. Außerdem hört man auf Radio 90,1 während des Lokalprogramms zu jeder halben und zu jeder vollen Stunde lokale Wetter- und Verkehrsinformationen.
Samstags gibt es von 8:30 Uhr bis 12:30 Uhr Nachrichten aus Mönchengladbach, sonntags von 9:30 Uhr bis 12:30 Uhr.

## Mitarbeiter
Mitarbeiter von Radio 90,1 (Stand Februar 2024) sind Cosima Clauss, Lisa Tellers, Bent Langner, Rahaf al Hamdan und Alex Severens Am Wochenende moderieren meist zusätzlich Frank Nießen, Dennis Kesch und Ursula Gormanns.
Nachrichtenredakteure sind Anika Peltzer, Robin Vratz, Andreas Artz, Dennis Kesch, Eva Mühle, Laura Bender und Calle Kops. Von Borussia-Spielen berichten Thommy Becker, Otto Krause und Jakob Nalik.
Frühere bekannte Moderatoren des Senders sind unter anderem Bodo Venten (heute freier Sprecher), Günter vom Dorp, Frank Gazon, Sylvia Bommes, Uta Fußangel, Andreas Ryll (heute BRF), Susanne Schnabel sowie Niko Aslanidis (heute WDR).

## Unternehmen
Vermarktungsaufgaben im Bereich Radio-Werbung sind an die Pressefunk Düsseldorf GmbH ausgelagert, die im Vermarktungsbereich auch weitere Lokalradios im Ballungsraum Düsseldorf betreut. Zu diesen zählen: Antenne Düsseldorf, Radio Neandertal, Radio Wuppertal, Welle Niederrhein, Antenne Niederrhein, NE-WS 89.4 und Radio RSG.

## Reichweite
Der Lokalsender erreichte bei der E.M.A. 2019 täglich 36 Prozent der Hörer im Sendegebiet und hat einen Marktanteil von 39 Prozent. Somit ist Radio 90,1 bis heute Marktführer in Mönchengladbach.

## Empfang

### Terrestrische Frequenz
Radio 90,1 ist in Mönchengladbach und Umgebung über UKW zu empfangen. Senderstandort ist hier die Funkübertragungsstelle Mönchengladbach an der Korschenbroicher Straße / Pescher Straße.
Von dem 90 Meter hohen Turm wird Radio 90,1 über die UKW-Frequenz 90,1 MHz mit einer effektiven Strahlungsleistung von 316 Watt abgestrahlt.
Der RDS-Code ist "90.1 MG".

### Kabelfrequenzen
Radio 90,1 ist im Sendegebiet über den Kabelnetzbetreiber Unitymedia bzw. Vodafone analog zu empfangen.
- Mönchengladbach: 107,65 MHz
- Krefeld: 107,65 MHz
- Kreis Heinsberg: 107,65 MHz
- Kreis Viersen: 107,65 MHz
- Rhein-Kreis Neuss: 96,65 MHz

### Internet
Radio 90,1 kann ebenfalls per Live-Stream über das Internet gehört werden. Neben dem Hauptprogramm gibt es auch viele verschiedene weitere Webradios von Radio 90,1.
Die Streams können über die die Homepage sowie diversen Apps angehört werden.